# جداشدگی (رودخانه)

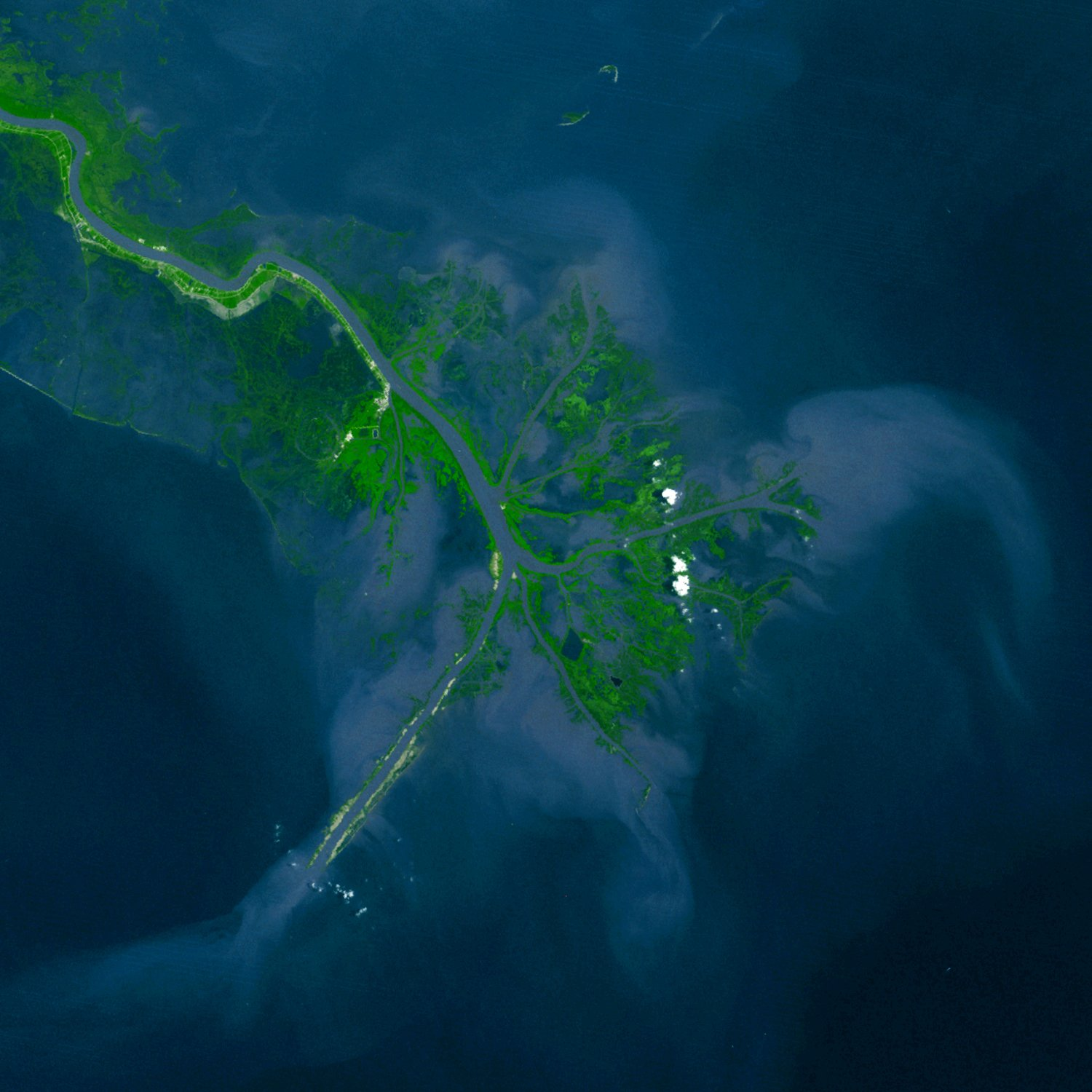
توده‌های رسوبی از چندین دهانه دلتاییی رودخانه می‌سی‌سی‌پی وارد اقیانوس می‌شوند. این رسوب مسئول ساخت دلتا و امکان پیشروی آن به سوی دریا است. با امتداد بیشتر به ساحل، شیب کانال کاهش می‌یابد و بستر آن متراکم می‌شود و سبب ایجاد انحراف می‌شود.

در زمین‌شناسی رسوبی و ژئومورفولوژی رودخانه‌ای، جداشدگی (به انگلیسی: Avulsion)، عبارت است از رها شدن سریع یک کانال رودخانه و تشکیل یک کانال رودخانه جدید. جداشدگی‌ها در نتیجه شیب‌های کانالی رخ می‌دهند که شیب بسیار کمتری دارند. شیب رودخانه اگر مسیر جدیدی را برود، بیشتر است.

## جداشدگی دلتایی
جداشدگی در دلتاهای رودخانه‌ها رایج است، جایی که رسوبات به هنگام ورود رودخانه به اقیانوس و شیب کانال معمولاً بسیار کوچک است. این فرایند به عنوان جابجایی دلتا (delta switching) نیز شناخته می‌شود.
هنگامی که این جداشدگی رخ می‌دهد، کانال جدید رسوب را به اقیانوس منتقل می‌کند و یک لوب دلتایی جدید می‌سازد. دلتای رهاشده در نهایت فروکش می‌کند.